# Jako cool v plotě
Jako cool v plotě je soubor vybraných básniček od písničkáře a říkankáře Karla Plíhala. Jedná se o krátké, většinou čtyřřádkové zveršované vtipné básničky s různou tematikou, narážející na každodenní problémy a život obyčejných lidí. Obsahuje ale také vtipná poučení a popis mnohdy až absurdních životních situací.

## Ukázka z díla
- Máme samce dogy,
je úplně groggy,
celou noc byl u fen,
 a teď žere Brufen.
- Kocour hledá kočku.
Zn. žijeme jen sedmkrát...
- Doufám, že na první zásek,
chytím tu největší z lásek...